# 징안사역
징안사역(静安寺站)은 중화인민공화국 상하이 징안 구에 있는 징안 사(静安寺)와 난징시루(南京西路), 화샨루(華山路) 사이의 지하철 역으로, 1999년 상하이 지하철 2호선이 개통을 하면서 영업을 시작했으며, 2009년 12월 5일 상하이 지하철 7호선이 개통되면서 환승역이 되었다.. 또한 예정 중인 14호선도 이곳을 환승역으로 할 것을 계획하고 있다.

지하 섬식의 역사를 가지고 있다.

## 주변
- 징안 사
- 징안 공원
- 久光百货
- 상하이 빈관
- 상하이 윌락 광장 (58층짜리 업무용 타워)

## 연혁
- 1999년 9월 20일 개통
- 2009년 12월 5일 7호선이 개통되면서 환승역이 됨.

## 버스
15, 20, 21, 37, 40, 45, 57, 76, 93, 94, 113, 148, 315, 321, 323, 327, 330, 506, 824, 830, 838, 921, 927, 939, 机场专线

## 출구
- 1번출구 : 화샨루(华山路) 동쪽, 난징시루(南京西路) 북쪽
- 2번출구 : 1번 출구 동쪽
- 3번출구 : 난징시루 북쪽, 창더루(常德路) 서쪽
- 4번출구 : 난징시루 남쪽, 창더루(常德路) 서쪽
- 5번출구 : 난징시루 남쪽, 화샨루(华山路) 동쪽

## 같이 보기
- 상하이 지하철